# Frank Assinki
Frank Assinki, né le 15 avril 2002, est un footballeur ghanéen qui évolue au poste de défenseur central au Elite Falcons en troisième division émirienne.

## Biographie

### Carrière en club
Ayant fait ses premières armes avec l'Inter d'Allies au Ghana, Assinki rejoint en 2020 le club danois du HB Køge, faisant ses débuts en deuxième division en septembre 2020.

### Carrière en sélection
International avec les moins de 20 ans du Ghana, il fait ses débuts dans la CAN de la catégorie en 2021,,, où son équipe bat la Gambie en demi-finale, puis remporte la compétition en s'imposant face à l'Ouganda,.
À chaque étape du parcours des Ghanéens, Assinki s'illustre en défense centrale, autant dans l'écrasante victoire 4-0 en ouverture contre la Tanzanie,, que les matchs serrés et décisifs contre le Maroc et le Cameroun.

## Palmarès
| Ghana -20 ans - Coupe d'Afrique des nations - Vainqueur en 2021 |